# Melecta duodecimmaculata
Melecta duodecimmaculata là một loài Hymenoptera trong họ Apidae. Loài này được Rossi mô tả khoa học năm 1790.